# کورتیس سی-۴۶ کماندو
کورتیس سی-۴۶ کوماندو (به انگلیسی: Curtiss C-46 Commando) یک هواپیمای بال‌پایین و دو موتوره است که از طراحی هواپیمای مسافربری ارتفاع بالا کرتیس CW-20 مشتق شده است. در گزارش های اولیه مطبوعات از نام کندور ۳ (Condor III) استفاده می‌شد، اما نام «کماندو» در اوایل سال ۱۹۴۲ در تبلیغات شرکت مورد استفاده قرار گرفت. ااین هواپیما عمدتاً به عنوان یک هواپیمای باری در طول جنگ جهانی دوم مورد استفاده قرار می‌گرفت و دارای صندلی‌های تاشو برای حمل و نقل نظامی و نیروهای چترباز بود که به طور عمده در نیروی هوایی، نیروی دریایی و سپاه تفنگداران دریایی ایالات متحده استفاده می‌شد که در این نیروها با نام R5C شناخته می‌شود. هواپیمای سی-۴۶، نقش‌های مشابهی با همتای خود که توسط شرکت داگلاس ساخته شده بود، یعنی هواپیمای سی-۴۷ اسکای‌ترین ایفا می‌کرد.
در مجموع حدود ۳۲۰۰ فروند سی-۴۶ تولید شد در حالی‌که ۱۰۲۰۰ سی-۴۷ تولید شد.
پس از جنگ جهانی دوم، چند هواپیمای مازاد سی-۴۶ برای مدت کوتاهی در نقش اصلی خود به عنوان هواپیماهای مسافربری مورد استفاده قرار گرفتند، اما انبوه هواپیماهای سی-۴۷ موجود بر بازار غالب شد و سی-۴۶ها به‌زودی به زودی به وظیفه باربری محدود شدند. این مدل هواپیما در خدمت نیروی هوایی ایالات متحده در نقش ثانویه تا سال ۱۹۶۸ فعال بود. هواپیمای سی-۴۶ همچنان نیز برای به عنوان یک هواپیمای باربری مقاوم در مناطق قطبی و دورافتاده در حال استفاده است و عمر خدمتی آن به قرن ۲۱ نیز کشیده شده است.